# Потічківська сільська рада
| Потічківська сільська рада — колишній орган місцевого самоврядування у Снятинському районі Івано-Франківської області з адміністративним центром у с. Потічок. 17.10.1954 облвиконком рішенням № 744 передав у Снятинському районі хутір Малі Микулинці з Будилівської сільської ради до Потічківської сільської ради. 9 березня 1960 р. Станіславський облвиконком ухвалив рішення про приєднання Русівської сільради до Потічківської. Сільській раді підпорядковані населені пункти: - с. Потічок |

## Склад ради
Рада складається з 12 депутатів та голови.

### Керівний склад ради
| ПІБ                        | Основні відомості                                                  | Дата обрання | Дата звільнення |
| -------------------------- | ------------------------------------------------------------------ | ------------ | --------------- |
| Буграк Ганна Юріївна       | Сільський голова, 1952 року народження, освіта вища, позапартійна  | 31.10.2010   | 24.10.2015      |
| Остафійчук Іван Михайлович | Сільський голова, 1986 року народження, освіта вища, позапартійний | 24.10.2015   |                 |

Примітка: таблиця складена за даними джерела